# 7,62 × 51 мм НАТО
7,62 × 51 мм NATO (официальное обозначение 7.62 NATO) — стандартный винтовочно-пулемётный боеприпас стран - участниц НАТО. Принят в 1954 году под обозначением T65, впоследствии неоднократно модернизирован.

## Разработка

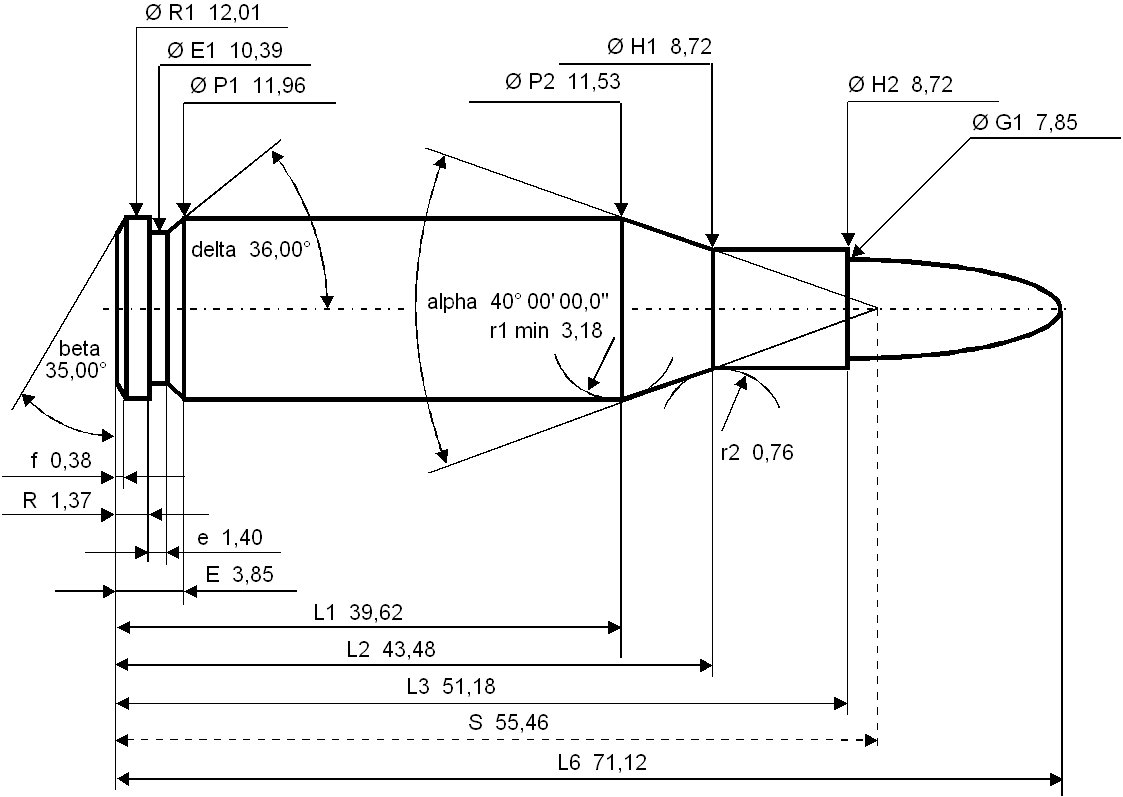
.308 Winchester

Этот патрон разрабатывался после Второй мировой войны как облегчённый вариант устаревшего .30-06 (7,62 × 63 мм), в расчёте на достижение той же баллистики и энергетики боеприпаса при уменьшении его размеров за счёт меньшего по массе заряда более мощного и современного пороха в уменьшенной гильзе.
Под давлением США патрон стал стандартом НАТО, однако опыт боевого применения показал его излишнюю для пехотных автоматических винтовок мощность, поэтому впоследствии ему на замену пришёл малоимпульсный патрон 5,56 × 45 мм НАТО. В настоящее время широко используется в пулеметах, снайперском и гражданском оружии.
В патроне применяются все разрешённые для использования в военных целях пули — обычные, трассирующие, бронебойные и другие. Гильза, как правило, изготовлена из латуни, иногда используется сталь.
По баллистическим характеристикам практически идентичен российским патронам 7,62 × 54 мм R.

## Краткая характеристика
Пуля данного патрона обладает высокой поражающей способностью по живой цели. При прохождении через ткани она может быстро развернуться на 90°, а затем продолжает движение донной частью вперед. В то же время создается обширная временная полость на глубине 20–35 см. На этой глубине наблюдается наибольший разрыв тканей. Ранение полых внутренних органов — например печени, смертельно, так как пуля их полностью разрушает. Джон Пластер, бывший офицер американского спецназа, в своей книге «Совершенный снайпер» утверждал, что ранение пулей 7,62 × 51 мм в любую часть тела почти гарантированно выводит бойца из строя.

## Обозначения патрона 7,62 × 51 мм
Встречаются следующие обозначения патрона 7,62 × 51 мм:
- 7.62 mm Mle 54,
- 7.62 Model 1954,
- 7,62×51 NATO,
- 7.62 OTAN,
- .308 NATO,
- M59 — армейский патрон с пулей со стальным сердечником,
- M61 — армейский патрон с бронебойной пулей,
- M62 — армейский патрон с трассирующей пулей,
- M80 Ball — стандартный армейский пехотный патрон с цельнометаллической оболочечной пулей,
- M118 — армейский снайперский патрон
- M198 — двупульный патрон,
- M993 — армейский патрон с бронебойной пулей, сердечник из карбида вольфрама
- M118LR — современный вариант снайперского патрона,
- .308 Winchester, .308 Win — коммерческий вариант,
- XCR 08 051 BGC 060,
- 7,62×51 А — советский охотничий патрон с полуоболочечной пулей
- 7,62×51M.308 Win — модернизированный охотничий патрон.

## Сравнение боеприпасов
| Патрон                          | Масса патрона, г | Масса пули, г | Скорость пули, м/с | Энергия пули, Дж |
| ------------------------------- | ---------------- | ------------- | ------------------ | ---------------- |
| 5,56 × 45 мм НАТО               | 13               | 4,02          | 948                | 1850             |
| 7,62 × 63 мм (.30-06) (M2 Ball) | 27               | 9,72          | 835                | 3390             |
| 7,62 × 54 мм R (57-Н-323С)      | 25,4             | 9.6           | 835                | 3351             |
| 7,62 × 51 мм НАТО (M80 Ball)    | 24,3             | 9,53          | 838                | 3346             |
| 7,62 × 39 мм (57-Н-231)         | 16               | 7,9           | 730                | 2100             |
| 6,5 × 50 мм Арисака             | 24,3             | 9             | 762                | 2613             |
| 5,45 × 39 мм                    | 10,3             | 3,43          | 890                | 1360             |
| 7,92 × 57 мм Mauser s.S.        | 27,5             | 12,8          | 760                | 3700             |
| 6,8 × 51 мм (.277 Fury)         | 21               | 8,75          | 914                | 3657             |

## Оружие, использующее патрон

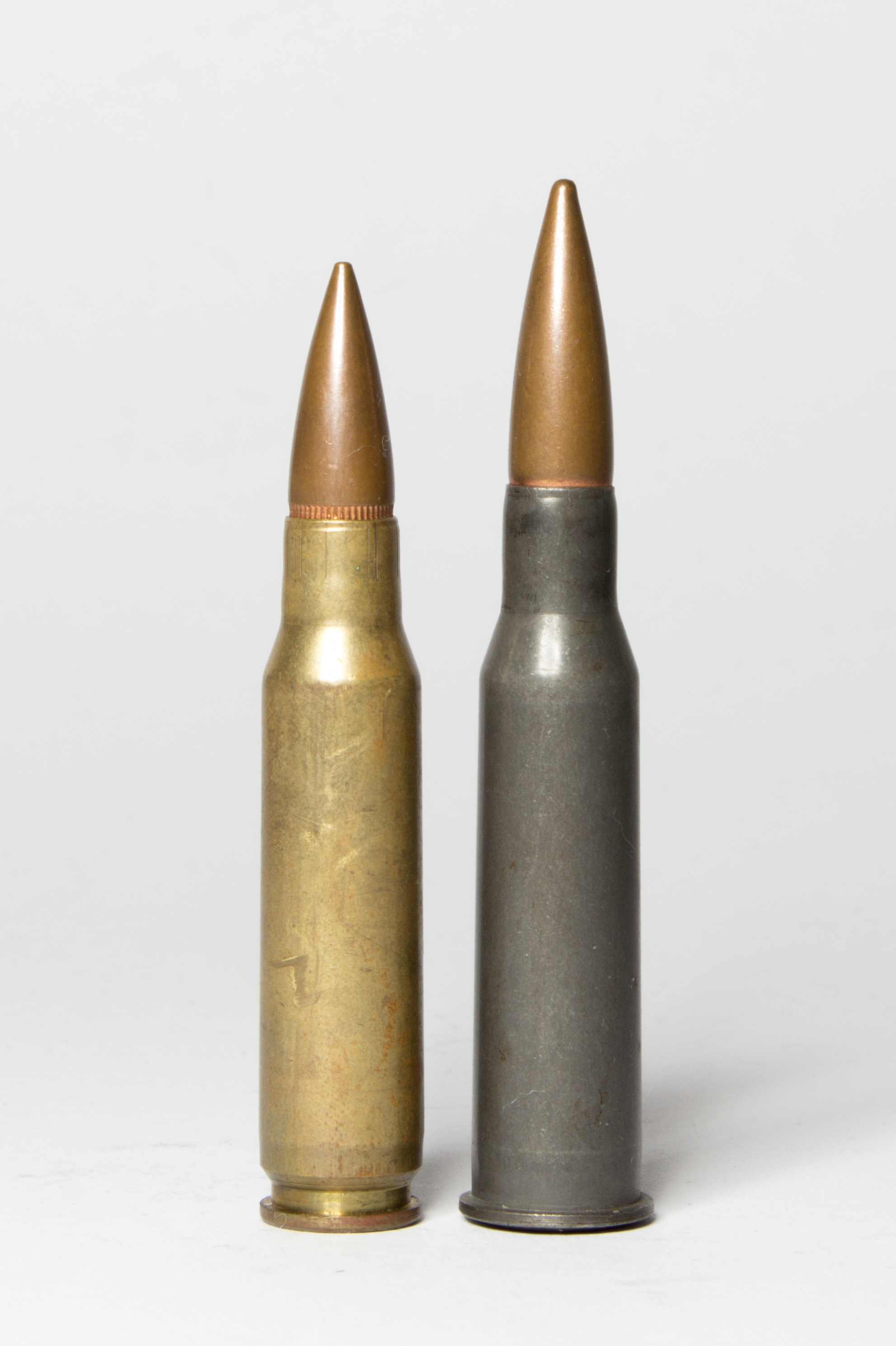
7,62 × 51 мм НАТО и 7,62 × 54 мм R

- ACR Magpul Massoud
- AE
- AR-10
- AAN F1
- Beretta 501 sniper
- Beretta BM 59
- Blaser 93 LRS2
- Bor
- Browning M1917
- Browning M1919
- C1
- CETME mod. B
- CETME mod. C
- Colt CM901
- CZ 700
- DSR-1
- DT SRS
- FN EVOLYS
- FN FAL
- FN MAG
- FN Minimi 7,62
- FN model D
- FN SCAR-H
- FN SPR
- FR-F1
- FR-F2
- Galatz
- GOL-Sniper
- HK121
- HK21
- HK417
- HK G3
- HK MSG90
- HK MSG-90А1
- HK PSG1
- HK SR9
- STM-308
- STM-417
- IMBEL .308 AGLC
- JNG 90 Bora
- L1A1
- L96A1
- M1 Garand
- M110 SASS
- M134 Minigun
- M14
- M21
- M24
- M25
- M240
- M39 EMR
- M40
- M60
- M73
- Mauser SP-66
- Mauser SR-93
- MCR 200
- MG-3
- Mk.11 Mod.0
- Mk.14 EBR
- Mk.20 Mod.0
- Mk.48 Mod.0
- Mk.48 Mod.1
- ORSIS 120
- MSR
- Parker-Hale M82
- Parker-Hale M85
- PGM Ultima Ratio
- R11 RSASS
- Remington 700
- Sako TRG
- SIG-Sauer SSG 2000
- SIG-Sauer SSG 3000
- SIG 716
- SIG MG 710-3
- SIG SG 510
- SIG SG 542
- SIG SG 751
- Smith & Wesson M&P10
- SR-100
- SR-25
- SSG 04
- SSG 08
- SSG 69
- Steyr Scout
- TEI M89-SR
- Type 64
- Valmet M-78/83S
- VPR-308
- XCR-M
- АК-308
- МР-18МН
- СВ-98
- Т-5000